# Nikołaj Awtonomow
Nikołaj Pietrowicz Awtonomow, ros. Николай Петрович Автономов (ur. 25 marca?/6 kwietnia 1894 w stanicy Siergijewskiej w Obwodzie Wojska Dońskiego, zm. 13 sierpnia 1979 w St. Petersburg na Florydzie) – rosyjski duchowny prawosławny, kolaboracyjny samozwańczy arcybiskup, a następnie biskup przy Głównym Zarządzie Wojsk Kozackich pod koniec II wojny światowej, emigracyjny arcybiskup greckokatolicki.

## Życiorys
Uczył się w seminarium duchownym w Tambowie, ale w 1909 r. został wyrzucony za picie alkoholu. Został wówczas psalmistą w cerkwi w Lebiedianie. Od 1920 r. służył jako kapłan w eparchii carycyńskiej. Poparł ruch odnowicielski, uznany przez hierarchię prawosławną za heretycki. Od 1926 r. był pełnomocnikiem Wyższego Zarządu Cerkiewnego w okręgu stalingradzkim. W 1927 r. został kaznodzieją w taganroskiej eparchii Żywej Cerkwi. Na pocz. października 1928 r. uczestniczył w zebraniu Synodu Świętego Żywej Cerkwi. W poł. maja 1930 r. objął funkcję biskupa stawropolskiego, zaś w grudniu 1932 r. biskupa twerskiego. Pod koniec lipca 1933 r. stracił biskupstwo z powodu działań niegodnych tej funkcji. Na pocz. lutego 1934 r. został proboszczem soboru w Machaczkale. W poł. sierpnia tego roku skierowano go do eparchii kurskiej. W poł. września został biskupem staro-oskolskim, ale już pod koniec grudnia stracił tę funkcję. Pod koniec stycznia 1935 r. skierowano go do metropolii iwanowskiej. Od końca kwietnia 1936 r. był biskupem aleksandrowskim. Na pocz. grudnia tego roku został arcybiskupem aleksandrowskim. Pod koniec grudnia 1937 r. stanął na czele metropolii iwanowskiej. Na pocz. grudnia 1938 r. zwolniono go z tej funkcji. Został dyrektorem ekonomicznym zakładów mięsnych w Piatigorsku.
Po zajęciu miasta przez wojska niemieckie w sierpniu 1942 r., podjął kolaborację z okupantami. Jednocześnie ogłosił się arcybiskupem. W grudniu tego roku ewakuował się na Ukrainę, gdzie przez metropolitę Aleksego (Gromadzkiego) został na pocz. stycznia 1943 r. mianowany locum tenens na czele eparchii mozyrskiej. Pod koniec stycznia 1944 r. przyjechał do okupowanej Warszawy, gdzie na polecenie władz niemieckich pełnił posługę duchową dla pomocniczych oddziałów wojskowych, składających się z przedstawicieli narodów ZSRR. Pod koniec maja tego roku przyjął tytuł „prawosławnego przywódcy legionistów i wojskowych oddziałów Wehrmachtu i wojsk ochronnych w Generalnym Gubernatorstwie”. Jednocześnie wystąpił do Synodu Biskupów Rosyjskiej Cerkwi Prawosławnej poza granicami Rosji o przyjęcie go do stanu duchownego. Nie otrzymał odpowiedzi, ale metropolita berliński i niemiecki Serafin (Lade) pod koniec czerwca przyjął go do Cerkwi Zagranicznej. Wkrótce Nikołaj P. Awtonomow przybył do Berlina, gdzie spotkał się z atamanem Kozaków dońskich gen. Piotrem N. Krasnowem. Na pocz. sierpnia za zgodą Niemców zaczął tytułować się biskupem przy Głównym Zarządzie Wojsk Kozackich. W poł. listopada Synod Cerkwi zagranicznej nie uznał jednak tego statusu i ogłosił go samozwańcem. Na pocz. 1945 r. na prośbę gen. P. N. Krasnowa przybył do północnych Włoch, gdzie stacjonował Kozacki Stan, ale został rozpoznany z okresu sowieckiego przez kozackich duchownych, po czym był zmuszony powrócić do Niemiec. Po zakończeniu wojny N. P. Awtonomow został przyjęty w Watykanie przez papieża Piusa XII, którzy przyjął go do Kościoła Katolickiego, ogłaszając metropolitą niemieckim obrządku wschodniego. W grudniu 1945 r. przybył do Monachium, gdzie zaczął wydawać czasopismo „Kołokoł”. Ufundował też cerkiew greckokatolicką św. Mikołaja. Jednakże po roku został zniesiony ze swojej funkcji i osadzony w monastyrze. W poł. grudnia 1947 r. został aresztowany przez Amerykanów pod zarzutem szpiegostwa na rzecz ZSRR. W poł. marca 1948 r. wyszedł na wolność. Stolica Apostolska skierowała go do posługi duchownej wśród emigrantów rosyjskich w Ameryce Południowej. Tam jednak zerwał z katolicyzmem, po czym przybył do USA. W latach 50. wielokrotnie próbował bez skutku zostać przyjętym do prawosławnej Metropolii Amerykańskiej, zaś w 1962 r. skierował wniosek o przyjęcie go do Egzarchatu Greckiego (amerykańskich struktur Patriarchatu Konstantynopolitańskiego).